# Sōma-gun (Fukushima)

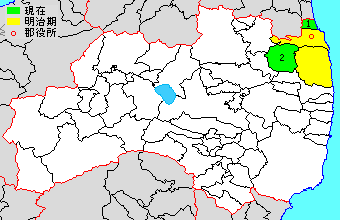
Sōma (Meiji-Zeit: gelb & grün, Sitz der Kreisverwaltung rot, heutiger Rest: grün) in Fukushima (weiß) mit Gemeindegrenzen des 21. Jahrhunderts (schwarz)

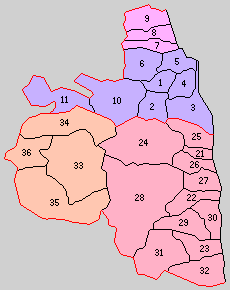
Gemeindegliederung im 19. Jahrhundert (1–11: vorher Uda, 21–36: vorher Namekata), heutige Gemeinden in Flächenfarben

Der Kreis Sōma (japanisch 相馬郡 Sōma-gun) ist ein Landkreis (-gun) der japanischen Präfektur (-ken) Fukushima. Seit 2006 besteht er noch aus zwei Gemeinden: der Stadt (-machi) Shinchi und dem Dorf (-mura) Iitate. In seiner ursprünglichen Ausdehnung umfasste er auch die heutigen kreisfreien Städte (-shi) Sōma und Minami-Sōma („Süd-Sōma“).
Der Kreis entstand 1896 durch den Zusammenschluss der Kreise Uda und Namekata. Der Name geht auf das im Kreis Uda angesiedelte frühneuzeitliche Fürstentum (-han) Sōma-Nakamura und dessen Fürstenfamilie Sōma zurück. Nach der Einrichtung bestand Sōma aus 27 Gemeinden; Sitz der Kreisverwaltung war die Stadt Nakamura. Nach der Großen Shōwa-Gebietsreform der 1950er Jahre und der Gründung der Stadt Sōma waren noch vier übrig, auf seine heutige Ausdehnung wurde Sōma 2006 während der Großen Heisei-Gebietsreform durch die Gründung von Minami-Sōma reduziert.